# St. Cyriakus (Vilsen)

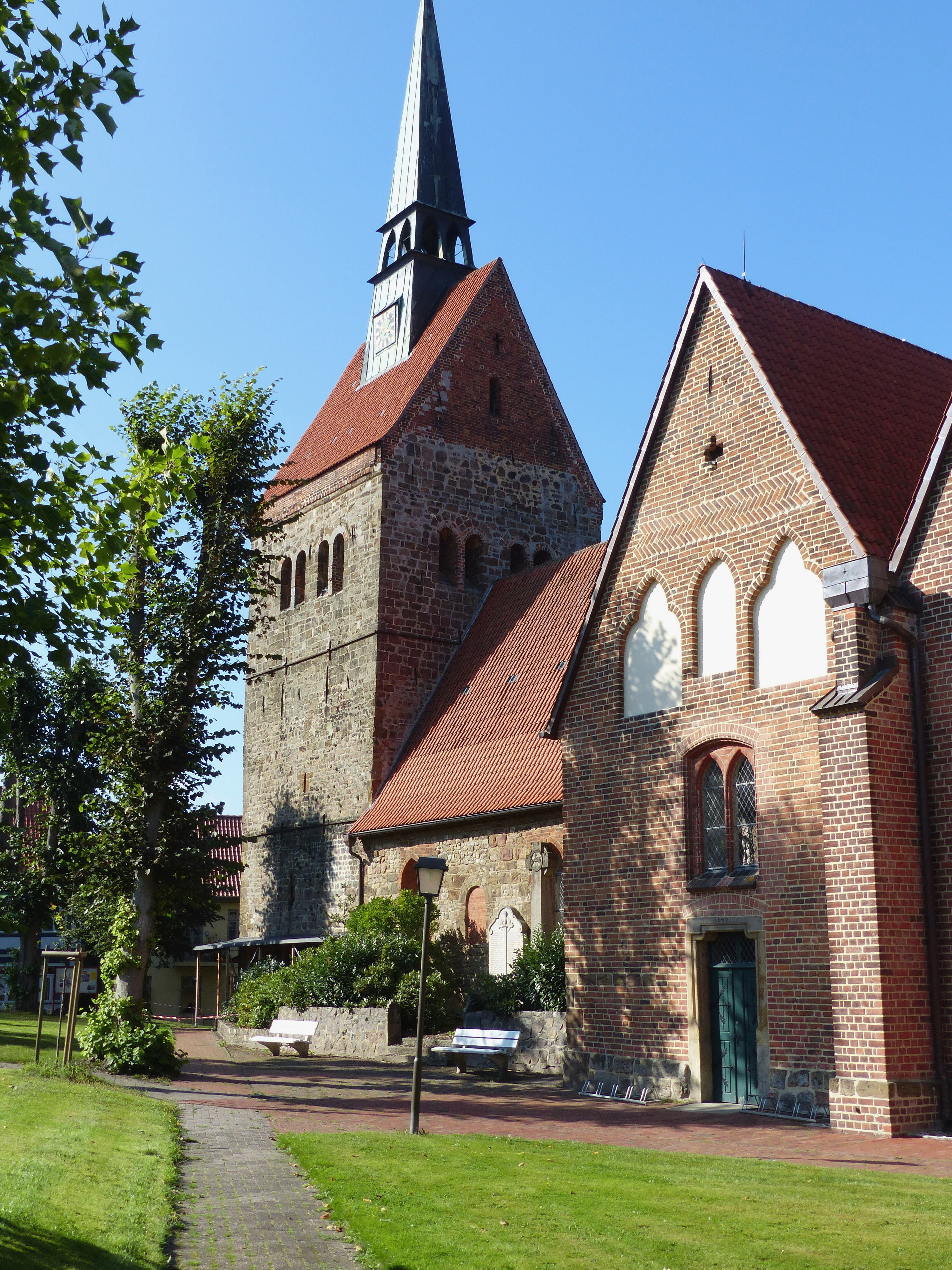
Turm und das westliche = alte Südquerschiff mit spätgotischem Portal

St. Cyriakus ist eine evangelisch-lutherische Kirche in Vilsen im niedersächsischen Flecken Bruchhausen-Vilsen im Landkreis Diepholz. Sie ist benannt nach dem Märtyrer Cyriak, der in der katholischen und orthodoxen Kirche als Heiliger gilt, und gehörte zum Kloster Heiligenberg.
Das Gebäude steht unter Denkmalschutz.

## Baugeschichte
Um 1200 wurde hier Feld- und Bruchsteinen im romanischen Stil eine Saalkirche mit Westturm errichtet, deren Chorabschluss unklar ist. Sie bildet das Langhaus der heute kreuzförmigen Kirche. Die Laibungen der heute vermauerten Rundbogenfenster bestehen aus Portasandstein. Vom Turm stammt der untere Teil aus dieser Zeit.

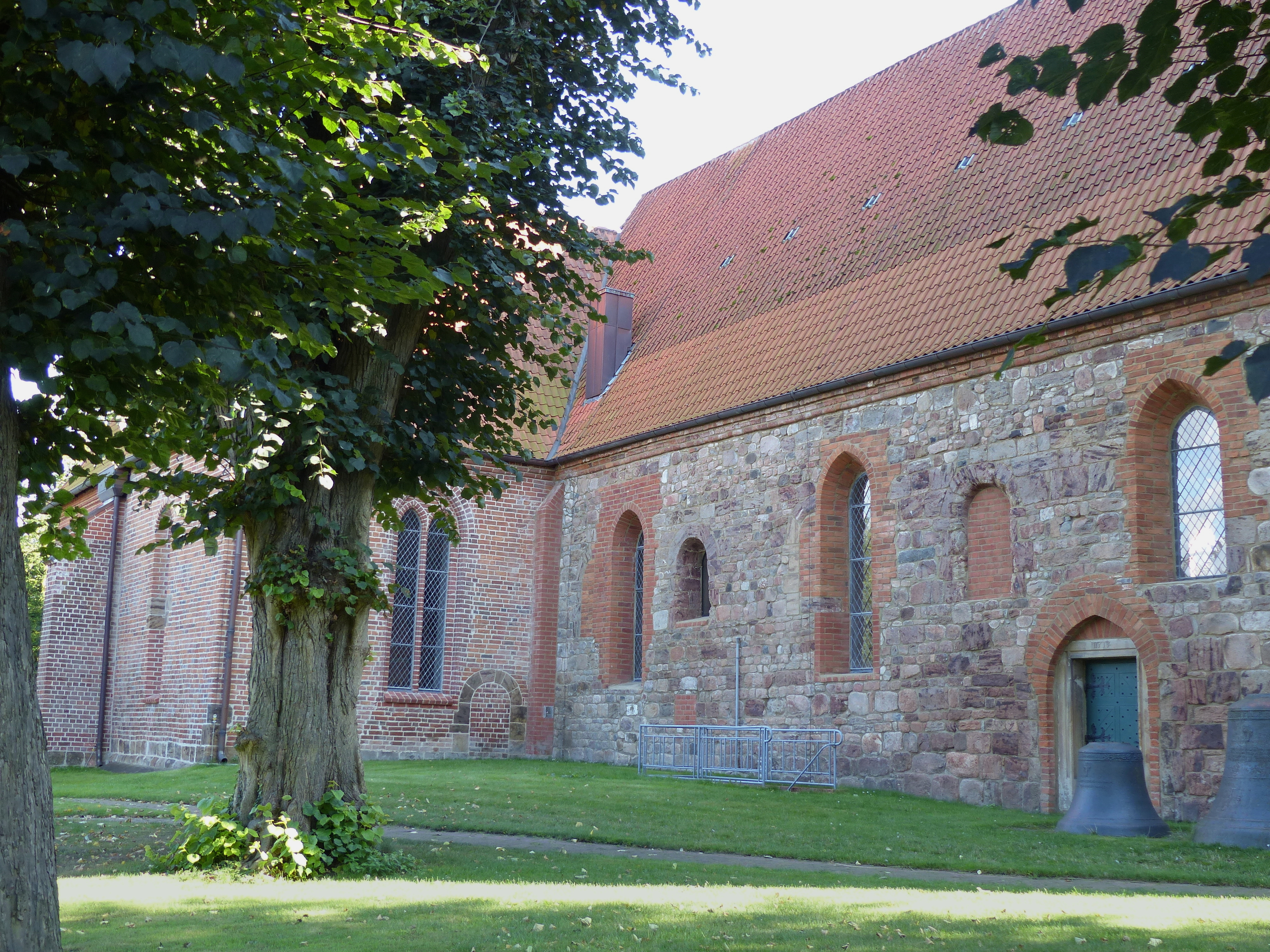
Nordseite mit gotischen (Fenster und westliches Querschiff), spätgotischen (Sandsteinportal) und neugotischen (neues Querschiff und wohl das Westfenster) Veränderungen

Gegen Ende des 13. Jahrhunderts wurde die Kirche im Stil der Backsteingotik um ein Querhaus und einen neuen Chor erweitert. Wahrscheinlich wurde bei dieser Gelegenheit auch das alte Kirchenschiff eingewölbt.
und die Einwölbung der gesamten Kirche. Die Kreuzgewölbe des Turmjochs und der Langhausjoche haben kräftige Bandrippen. Nördliches und südliches Seitenportal sind aus Sandstein und weisen eingemeißelte Datierungen auf, 1534 bzw. 1547.
In den Jahren 1883–85 wurde die Kirche nach Plänen von C. W. Hase um ein zweites Querschiff erweitert, das östlich an das alte anschließt. Auch der Dachreiter des Turms stammt von diesem Umbau.

## Orgel
Die Orgel wurde 1959 von dem Orgelbauer Paul Ott erbaut. Das Schleifladen-Instrument hat 32 Register auf zwei Manualen und Pedal. Die Spiel- und Registertrakturen sind mechanisch.
| I Hauptwerk C–g3 |                 |       |
| 1.               | Gedackt         | 16′   |
| 2.               | Prinzipal       | 8′    |
| 3.               | Rohrflöte       | 8′    |
| 4.               | Oktave          | 4′    |
| 5.               | Blockflöte      | 4′    |
| 6.               | Nasat           | 2 ⁄3′ |
| 7.               | Oktave          | 2′    |
| 8.               | Sifflöte        | 2′    |
| 9.               | Rauschpfeife II |       |
| 10.              | Mixtur VI-VIII  |       |
| 11.              | Terzzimbel III  |       |
| 12.              | Trompete        | 8′    |

| II Rückpositiv C–g3 |                 |       |
| 13.                 | Holzgedackt     | 8′    |
| 14.                 | Prinzipal       | 4′    |
| 15.                 | Hohlflöte       | 4′    |
| 16.                 | Spitzflöte      | 2′    |
| 17.                 | Quinte          | 1 ⁄3′ |
| 18.                 | Oktave          | 1′    |
| 19.                 | Sesquialtera II |       |
| 20.                 | Scharf III-IV   |       |
| 21.                 | Krummhorn       | 8′    |

| Pedal C–f1 |               |     |
| 22.        | Subbaß        | 16′ |
| 23.        | Prinzipal     | 8′  |
| 24.        | Gedackt       | 8′  |
| 25.        | Oktave        | 4′  |
| 26.        | Traversflöte  | 2′  |
| 27.        | Mixtur IV     |     |
| 28.        | Zimbelbaß III |     |
| 29.        | Posaune       | 16′ |
| 30.        | Rankett       | 16′ |
| 31.        | Trompete      | 8′  |
| 32.        | Zungenkornett | 4′  |

- Koppeln: II/I